# Cavallo turcomanno

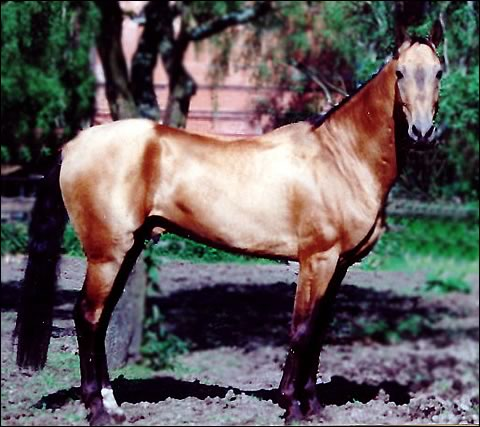
Cavallo di razza Akhal-Teke, selezionato a partire dall'archetipo del cavallo turcomanno.

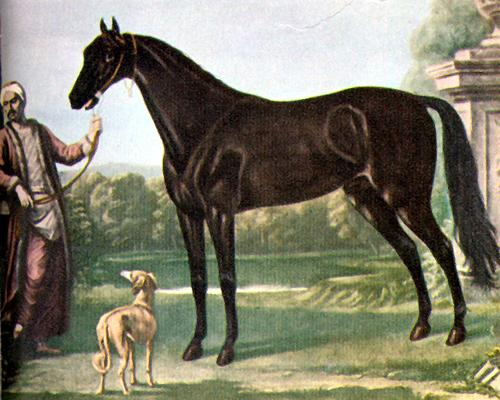
Byerley Turk, stallone orientale che contribuì, in Inghilterra, alla prima selezione della razza Thoroughbred. Si ritiene possa essere stato un cavallo turcomanno.

Il cavallo turcomanno, o cavallo turcmeno, è una razza di cavallo orientale sviluppatasi nelle steppe dell'Asia Centrale e tuttora esistente in Iran, Afghanistan (dove è detta Habash ed è usata per il gioco del Buzkashi) e Uzbekistan. Le attuali razze Akhal-Teke e Yamud discendono dal cavallo turcomanno. L'Akhal-Teke porta una piccola proporzione di sangue del purosangue inglese e perciò non è più puro. In Iran ed in Afghanistan è ancora possibile trovare cavalli turcomanni puri. Altre razze recenti, come la Thoroughbred sono state ottenute tramite incroci con cavalli turcomanni.

## Aspetti morfologici
Il cavallo turcomanno ha una corporatura robusta e muscolosa, con un’altezza alla spalla di circa 1,60-1,70 metri. Ha una testa ben proporzionata, con orecchie piccole e occhi vivaci, e zampe robuste. Ha un pelo liscio e fine, che può essere di una varietà di tonalità, dal baio al nero al grigio.

## Storia
Uno dei cavalli turcomanni ricordati nella storia fu Bucefalo, cavallo di Alessandro Magno, che si ritiene fosse della razza Akhal-Teke.